# 善照寺 (市川市)
善照寺（ぜんしょうじ）は、千葉県市川市にある浄土宗の寺院。

## 歴史
1625年（寛永2年）、青山正貞の開基である。正貞の祖父の浄故入道と父の青山家貞は後北条氏に仕えてきたが、小田原合戦で敗北、落武者となった。そして里見氏を頼ろうと海路安房国に向かったが、運悪く下総国葛飾郡湊村（現・千葉県市川市湊）に流れ着いた。浄故入道はまもなく病に倒れ、当地で亡くなった。そして家貞はそのまま当地に定着し、地元の女性と結婚し4人の子をもうけた。その後、家貞は亡くなり法伝寺に葬られたが、当時の法伝寺は無住（住職不在）だったことから、新たに寺を創建することになった。
当寺の墓地には、地誌『葛飾記』を著したという青山某の墓がある。

## 交通アクセス
- 行徳駅より徒歩8分。